# Anna Dawson
Anna Dawson, född 27 juli 1937 i Bolton i Lancashire i England, är en brittisk skådespelare I Sverige är hon mest känd ifrån TV-serien Skenet bedrar, där hon spelar Violet Paddock, yngre syster till huvudpersonen Hyacinth Bucket.
Perioden 1975–1989 var hon även med i The Benny Hill Show.

## Roller i TV-serier
| År             | Titel         | Roll           |
| -------------- | ------------- | -------------- |
| 1992 till 1995 | Skenet bedrar | Violet Paddock |